# Axel Springer
Axel Cäsar Springer (Altona, 2 de maig de 1912 - Berlín Oest, 22 de setembre de 1985) va ser un editor de diaris alemany, fundador i propietari de l'editorial Axel Springer AG. Pel poder econòmic, l'impacte a l'opinió pública del seu imperi i la manera d'utilitzar el seu poder, va ser una de les personalitats més controvertides de la història de la postguerra alemanya.

## Biografia
Era el fill d'un editor-impressor d'Altona i va tenir una formació d'impressor i de linotipista a l'editorial de son pare Hammerich & Lesser Verlag”. El 1934 va començar al diari patern Altonaer Nachrichten i després Hamburger Neueste Zeitung que els nazis van tancar el 1941 per raons d'escassetat de paper.

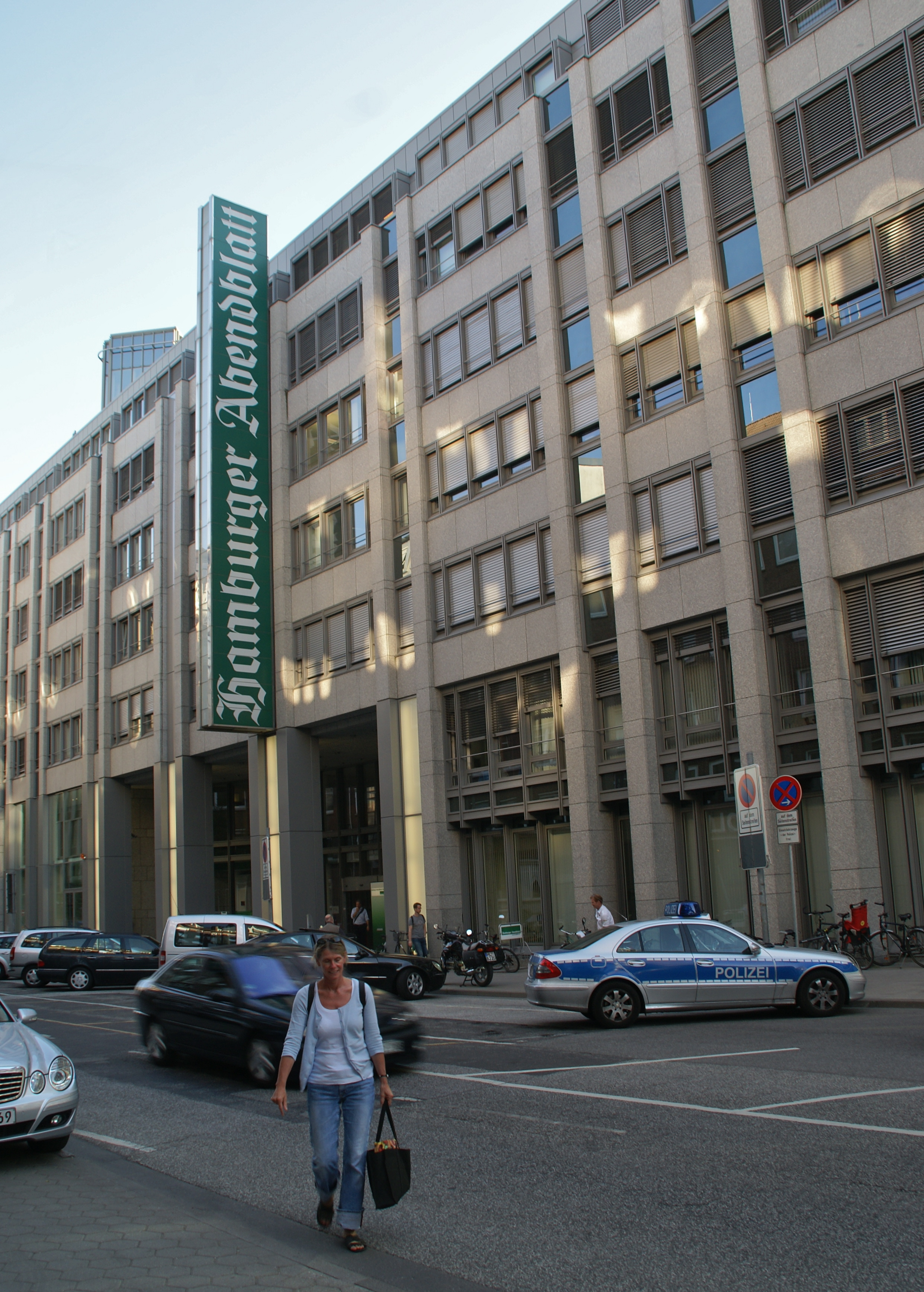
Antiga seu de l'Abendblatt a Hamburg

Després de la guerra, va començar a publicar calendaris i la revista Kristall a casa de son pare. El 1946 va crear la societat Axel Springer AG, que va publicar les revistes Constanze i Hörzu, seguides el 1947 pel Hamburger Abendblatt, el seu primer gran èxit econòmic. El 1950, Hörzu (programes de ràdio i més tard de televisió) superà el llindar del milió d'exemplars. El 1952 va seguir amb la creació del diari populista Bild, que des de l'inici va reeixir en barrejar llenguatge senzill, fotos grans i una polarització i moralisme conservadors. Va esdevenir el diari amb la difusió més gran d'Europa. El 1953 va sortir els diaris Die Welt, Das Neue Blatt” i poc després el diari de diumenge Welt am Sonntag.
El 1956 va comprar una participació a l'editorial de Berlín Ullstein Verlag i sortir la versió del diumenge de Bild: Bild am Sonntag. El 1958 va trobar-se amb Khrusxov per a advocar la causa de la reunificació alemanya, però tret d'una llarga entrevista en un dels seus diaris, no en va sortir res de concret. El 1959 va adquirir la majoria del grup Ullstein i el control dels diaris B.Z. i Berliner Morgenpost.

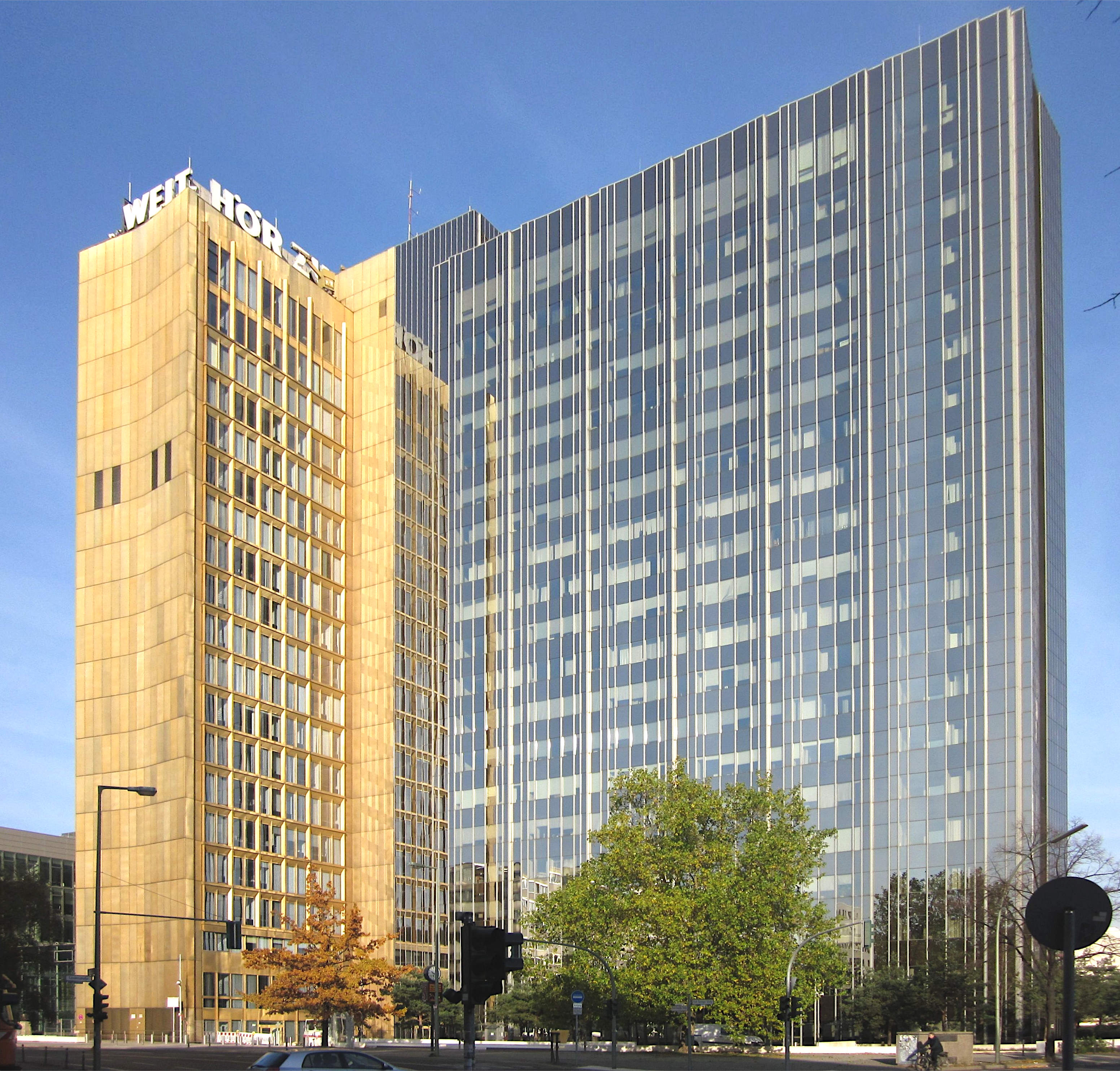
La seu de l'editorial Springer a Berlín.

El 1964/65 va adquirir el diari populista Mittag i les revistes Bravo i twen, la revista esportiva Kicker i l'editorial de Múnic Kindler & Schiermeyer i així indirectament, el setmanari Der Spiegel, del qual la línia redaccional centreesquerra no li agradava gens. El 1966 va llançar el mensual Eltern, una revista pedagògica per als pares. El 1966 va inaugurar la seu del seu imperi a Berlín, al qual un any més tard va transferir tota l'administració. Mentrestant que actuà fora del seu país per a promoure la pau, en viatjar sovint a Israel, a Alemanya la controvèrsia quant a la seva persona i l'impacte damunt l'opinió de les seves publicacions tentaculars va conèixer un apogeu. "Enteignet Springer" (trad.: Expropieu Springer) va ser un dels eslògans forts del moviment dels estudiants del Maig del 68. Intel·lectuals i escriptors, com el Gruppe 47 van mobilitzar-se també contra el que era sentit com un poder excessiu no gaire conforme amb la llibertat de premsa. La reacció ultraconservadora dels diaris de Springer, i sobretot de Bild, a la mort de l'estudiant Benno Ohnsorg durant una manifestació de protesta el 1967 i l'atemptat de Rudi Dutschke el 1968 van suscitar reaccions vives i de vegades violentes. El moralisme dogmàtic del grup de premsa, l'oposició als moviments d'emancipació de la religió, del feminisme i de l'activisme gai contribuí a una ruptura entre generacions.
Sota la pressió d'una comissió del govern federal que considerava el monopoli de Springer com una amenaça contra la llibertat de premsa va vendre el 1968 les seves participacions a Bravo, Das Neue Blatt, Eltern, Jasmin, Kicker i twen per tal d'obtenir el consentiment de la federació de les editorials. Després va fusionar les seves empreses Ullstein, Hammerich & Lesser i Axel Springer & Sohn i en va esdevenir accionista únic. Va continuar a adquirir diaris regionals com el Bergedorfer Zeitung i el Lübecker Nachrichten el que va tornar a provocar un conflicte amb el supervisor federal dels mitjans de comunicació.
El 1972, la Fracció de l'Exèrcit Roig (RAF) va atemptar contra l'edifici Springer a Hamburg, que malgrat avisos no va ser evacuat. Disset persones van sortir ferides. El 1973 Springer inaugurà la seva sisena impremta, aleshores la més gran d'Europa. El mateix any, la seva casa a Sylt i el seu xalet a Gstaad van ser incendiats. No fou fins al 2006 que l'escriptor suís Daniel de Roulet va admetre el crim.
El 1975 va fundar la revista Kontinent, un òrgan per als crítics del règim comunista i els escriptors dissidents i unes revistes especialitzades. També va organitzar la pseudocompetència en comprar una participació a l'editorial Münchner Zeitungs-Verlag GmbH & Co KG. El servei federal alemany de la supervisió dels càrtels va impedir que n'adquirís la majoria. El 1976 fou guardonat amb la Medalla Jakob Fugger, un dels premis més prestigiosos d'Alemanya.
El 1977, l'escriptor Günter Wallraff es va infiltrar a la redacció del diari Bild sota el nom de Hans Esser. Va descriure les seves experiències dins de la redacció al llibre Der Aufmacher, en el qual s'expliciten els mètodes de vegades poc professionals o ètics del grup periodístic. En conseqüència, la reputació d'home de bé d'en Springer va quedar-ne força afectada en palesar-se que les xifres de difusió eren més importants que la veritat. El grup Springer va posar un plet, que va perdre el 1981. Walraff només va haver d'esborrar unes frases a la segona edició, accessibles a WikiLeaks des de 2009.
El suïcidi del seu fill Axel Springer Jr., conegut amb el nom de Sven Simon, va tocar l'home que, a poc a poc, va  retirar-se de la vida pública i deixar l'imperi als seus adjunts. El 1985 convertí l'empresa en societat anònima (AG en alemany) i vengué el 49% de les accions a la borsa. El 22 de setembre va morir a Berlín.

## Principis editorials
A la seva editorial, va imposar quatre principis:
1. Actuar incondicionalment per a la reunificació del poble alemany en llibertat.
2. Promoure la reconciliació entre jueus i alemanys.
3. Negar qualsevol mena de totalitarisme polític.
4. Defensar l'economia del mercat lliure i social.

Va expressar simbòlicament la seva oposició a la República Democràtica Alemanya i el seu escepticisme quant al caràcter democràtic d'aquest país en imposar a totes les publicacions del grup de sempre escriure el nom entre cometes, "DDR" (l'acróstic alemany per a RDA). Després de la reunificació alemanya el primer principi va canviar-se en "Actuar incondicionalment per l'entrada de l'estat de dret lliure d'Alemanya a la comunitat dels estats occidentals i sostenir els esforços dels pobles europeus per a unificar-se."
El 2001, la casa editorial va afegir un 5é: "Sostenir l'aliança transatlàntica i la solidaritat a la comunitat de valors amb els Estats Units d'America".